# Права человека в киберпространстве
Права человека в киберпространстве — относительно новая и слабо изученная область права. Совет ООН по правам человека заявил, что свобода выражения мнений и информации в соответствии со статьей 19(2) Международного пакта о гражданских и политических правах (МПГПП) включает свободу получать и передавать информацию, идеи и мнения через Интернет.

Важным пунктом является статья 19(3) МПГПП, которая гласит:
Пользование предусмотренными в пункте 2 настоящей статьи правами налагает особые обязанности и особую ответственность. Оно может быть, следовательно, сопряжено с некоторыми ограничениями, которые, однако, должны быть установлены законом и являться необходимыми:
(a) для уважения прав и репутации других лиц;

(b) для охраны государственной безопасности, общественного порядка, здоровья или нравственности населения.
Комитет по правам человека заявил, что «те же права, которыми люди обладают оффлайн, также должны быть защищены в Интернете» (упомянув, в частности, свободу выражения мнения). Широко распространено мнение, что свободу информации необходимо уравновешивать с другими правами. Возникает вопрос, существуют ли особенности права на выражение мнений, когда это право реализуется в киберпространстве.

## Общественная приватность
Общественная приватность включает в себя свободу информации и выражения мнений в Интернете, с одной стороны, и безопасность и приватность в киберпространстве, с другой. Приватность в киберпространстве означает использование Интернета для личных целей без опасения, что третьи стороны получат доступ к данным пользователя и смогут использовать их без согласия пользователей.
Большинство демократических стран продвигают использование Интернета в экономических и коммуникационных целях, поэтому политическому выражению в Интернете предоставляется определённая степень защиты. Некоторые правительства активно выступают за защиту данных граждан в Интернете. Однако заключение межправительственных соглашений по этому вопросу может привести к неправомерному использованию личных данных, что, в свою очередь, может повлиять на другие основные права и свободы человека. Задача правительств состоит в том, чтобы уравновесить частные интересы с правом на неприкосновенность частной жизни и правом на свободу для всех.

## Управление в киберпространстве
Немецкий политолог Аня Мир заявляет, что в киберпространстве живёт больше людей, чем в любом государстве мира, но в нём нет правительства, законодательных и правоохранительных органов и какой-либо конституции, поэтому возникают трудности с защитой и осуществлением прав граждан. Международные правительственные организации, такие как Организация Объединённых Наций (ООН), Организация американских государств, Африканский союз и Европейский союз, стремятся установить международные стандарты использования киберпространства, обязательные для соблюдения национальными правительствами. Проблема состоит в том, что государственные механизмы принуждения не выходят за границы государства.
Поскольку киберпространство не имеет границ, способы и средства управления им пока не определены. В киберпространстве неясно, где проходит граница государственной юрисдикции, поэтому существуют трудности при расследовании киберпреступлений. Если режим управления киберпространством когда-либо будет установлен, он, скорее всего, будет состоять из множества заинтересованных сторон и субъектов, включая национальных, международных и частных, таких как представители компаний, социальных сетей, неправительственных организаций, а также отдельных лиц.

## Ответственность интернет-провайдеров
При нарушении основных прав человека возникает вопрос, должна ли ответственность за нарушение лежать только на непосредственном нарушителе или бремя ответственности также должно ложиться на поставщика интернет-услуг. Особенно актуален этот вопрос, когда речь идет о том, как уравновесить свободу слова и защиту от диффамации. Растущая скорость и безграничная аудитория Интернета представляют большую опасность для людей и их репутации.
Интернет-провайдеры могут не иметь средств для отслеживания контента, публикуемого на их сайтах, и могут не знать, что на их сайтах содержится дискредитирующее заявление. Такая ситуация была продемонстрирована в деле «Cubby Inc. v. CompuServe Inc.», где было установлено, что интернет-провайдер действовал как распространитель и не мог нести ответственности за содержание размещенной информации. Однако в деле «Stratton Oakmont Inc. v. Prodigy Services Co.» Верховный суд Нью-Йорка постановил, что Prodigy выступал в качестве издателя и обладал функцией редактора, поэтому был признан виновным.
Эти дела подчеркивают двойственный характер ответственности, возлагаемой на интернет-провайдеров. Ещё один вопрос заключается в том, могут ли интернет-провайдеры взять на себя функции «моральных стражей» киберпространства. Если некоторые из них начнут отказываться от размещения определённых Интернет-сайтов, это, в свою очередь, может поставить под угрозу свободу выражения мнений. Такая ответственность интернет-провайдеров может привести к обратной ситуации: они будут разрешать размещение любого контента без учёта его потенциально вредных последствий.

## Информационная безопасность
Учитывая распространенность хакерских атак, вирусов и эксплойтов нулевого дня, Всемирная паутина (WWW) является небезопасным хранилищем для хранения конфиденциальной частной информации. Киберпространство — это инструмент, с помощью которого люди могут осуществлять свои права, но оно не может гарантировать свободу.
Согласно Индексу свободы в сети, выпущенному в 2013 году, в большинстве стран мира Интернет подвергается цензуре. Проявляется цензура по-разному, например, с помощью интернет-полиции. На данный момент существует множество методов фильтрации и цензуры, например, ЕС вложил средства во многие проекты фильтрации, включая NETprotect I и II и ICRAsafe. Было заявлено, что самоцензура, которую навязывают себе пользователи Интернета, является, вероятно, самой серьёзной угрозой свободе Интернета. Массовая слежка и боязнь обнародования личных данных приводят к самоцензуре, которая, в свою очередь, приводит к тому, что люди перестают использовать поисковые системы и социальные сети для выражения своих убеждений, поскольку определённые ключевые слова могут вызывать опасения у органов национальной безопасности, в результате чего Интернет становится политическим инструментом манипуляции.

## Дискриминационное поведение

### Кибербуллинг
Дискриминационное поведение, которое происходит офлайн, также встречается и онлайн. Одним из таких видов поведения является кибербуллинг. Кибербуллинг затрагивает как минимум каждого десятого студента в Австралии. Он может влиять на ряд прав человека, включая право на наивысший достижимый уровень физического и психического здоровья, право на труд и справедливые условия труда, право на свободу выражения мнений и право беспрепятственно придерживаться своих убеждений, право ребёнка на досуг и игры.

### Киберрасизм
Киберрасизм может проявляться в публикации расистских комментариев или участии в работе групповых страниц, специально созданных в расистских целях. Широко известным примером киберрасизма была страница в Facebook «Aboriginal memes», которая содержала различные изображения коренных народов с расистскими подписями. Сообщалось, что Facebook классифицировал эту страницу как «спорный юмор».

### Язык вражды
Статья 20 МПГПП гласит: «Всякая пропаганда войны должна быть запрещена законом». Язык вражды используется для того, чтобы разжечь насилие и спровоцировать предвзятые действия против группы людей определённой этнической принадлежности, расы, национальности или сексуальной ориентации. Киберпространство также используется как среда для этих действий.
Опасность для прав человека становится очевидной, когда террористы объединяются, чтобы спланировать и побудить людей совершать насилие ради общего блага. Примером является «Аль-Каида», которая переместилась в киберпространство, «крайне неуправляемую территорию», где были созданы школы для пропаганды идеологической и военной подготовки.